# アンリ1世 (キプロス王)
アンリ1世（フランス語: Henri I de Lusignan、1217年5月3日 - 1253年1月18日）は、13世紀にキプロス王国を統治したリュジニャン朝の第4代キプロス王（在位：1218年 - 1253年）である。肥満王（le Gros）と称された。キプロス王ユーグ1世とアリックス・ド・シャンパーニュの息子であり、父王ユーグの死後、生後8ヶ月でキプロス王に即位した。即位後、まだ幼いアンリ1世を補佐するために母アリックスが摂政に就任したが、政務はアリックスの叔父フィリップ・ディブランに一任された。フィリップの死後、その弟ベイルート卿ジャン・ディブランが摂政の役目を引き継いだ。

## 生涯
アンリ1世は1225年、8歳という若さでニコシアの聖ソフィア大聖堂においてキプロス王としての戴冠式を行った。これほどの幼さで戴冠式を決行したのは、摂政フィリップの作戦であったとされている。それは当時、神聖ローマ皇帝フリードリヒ2世が幼王アンリ1世を使ってキプロス王国における権力を握ろうと試みていたからであり、フリードリヒ2世に対抗するために戴冠式を早急に取り行ったのである。そして1228年、フィリップの予想通りの出来事が起きた。フリードリヒ2世がジャン・ディブランを摂政位から引き摺り下ろし、キプロス王国における権力を握ったのである。そして4月、フリードリヒ2世は聖地へと旅立った。この隙を狙い、ジャンは再びキプロス王国の政治を握り、フリードリヒ2世に対抗しようと試みた。これにより、キプロス王家と神聖ローマ皇帝との間でランゴバルド戦争が勃発した。1232年、アンリ1世は15歳となり自ら政治を取り仕切ることのできる年齢に達した。そしてアンリ1世はイブラン家とキプロス王家との結びつきを強めていった。
またアンリ1世は、エルサレム王国を治めるコンラート4世を支援し、1246年から1253年にかけてエルサレム王国の摂政としてエルサレム王国をも統治した。
アンリ1世は生涯で3度の結婚した。3人目の王妃プレザンス・ダンティオケとは1250年に結婚した。プレザンスはアンティオキア公ボエモン5世の娘で、2人の間には1子ユーグが生まれた。
アンリ1世は1253年に死去し、キプロス王位は唯一の息子ユーグに継承された。アンリ1世はニコシアにあったテンプル騎士団の教会に埋葬された。

## 結婚と子女
アンリ1世は三度結婚した。
1229年にリマソールにおいて、モンフェッラート侯グリエルモ6世の娘アリックス・ド・モンフェラート（1210/5年 - 1232年12月）と結婚した。アリックスはキレニアで死去し、1233年5月に聖ソフィア大聖堂 に埋葬された。この結婚で子供は生まれなかった。
1237/8年にニコシアにおいて、キリキア・アルメニア王国の摂政コンスタンティン・ド・ランプロンの娘ステファニー・ド・ランプロン（1220/5年 - 1249年4月1日頃）と結婚した。ステファニーは聖ソフィア大聖堂 に埋葬された。この結婚で子供は生まれなかった。
1250年にニコシアの聖ソフィア大聖堂において、アンティオキア公・トリポリ伯ボエモン5世の娘プレザンス・ダンティオケ（1235年 - 1261年9月22/27日）と結婚した。2人の間には1男が生まれた。
- ユーグ2世（英語版）（1252/3年 - 1267年） - キプロス王

キプロス王家の紋章

## 参照
1. ↑  Runciman, Steven, A History of the Crusades, Volume Three:  The Kingdom of Acre and the Later Crusades, Cambridge University Press, London, 1951, p. 180